# Płaczka (miejscowość)
Płaczka (bułg. Плачка) – wieś w Bułgarii, w obwodzie Gabrowo, w gminie Drjanowo. Miejscowość jest wyludniała.